# شاهين سات
شاهين سات، هو قمر صناعي سعودي، مخصص للتصوير الفضائي وتتبع السفن البحرية، أطلقته مدينة الملك عبدالعزيز للعلوم والتقنية في 22 مارس 2021، وهو القمر الصناعي السعودي السابع عشر.

## الإطلاق
أطلق القمر شاهين سات في 22 مارس 2021، على متن مركبة «سويوز-2.1a» الروسية من مركز بايكونور الفضائي إلى جانب 38 قمراً صناعياً لـ 18 دولة، بينها الدول العربية الثلاث: السعودية، والإمارات، وتونس، ودول أخرى مثل ألمانيا وكوريا الجنوبية واليابان وكندا والأرجنتين وإيطاليا. وكان من المقرر إطلاق القمر يوم السبت 20 مارس 2021 لكن أعلنت حينها وكالة الفضاء الاتحادية الروسية «روسكوسموس»، تأجيل عملية الإطلاق. وذكر مدير «روسكوسموس» دميتري روغوزين؛ أن تأجيل عملية الإطلاق تمّ بعد تسجيل ارتفاع حاد في الضغط، بسبب الظروف المناخية، وذلك من أجل «عدم المخاطرة بها (الأقمار الاصطناعية)».

## الوصف
يعد القمر الصناعي شاهين سات جيلا جديدا من الأقمار ذات الأحجام الصغيرة، ويتضمن حمولة تلسكوب ذي دقة فائقة للتصوير، إذ تصل دقة تصويره إلى 0.9 متر، وبوزن لا يتجاوز 75 كجم، وأبعاد تصل إلى 56 * 56 * 97 سم.

## المهمة
تتمثل مهمة القمر في التصوير الأرضي بدقة فائقة، وتتبع السفن البحرية عبر توظيف تقنيات الذكاء الاصطناعي والبيانات الضخمة، ويقدم صورا ذات دقة عالية للأرض من المدارات المنخفضة بواسطة حمولتي التلسكوب ذي الدقة الفائقة للتصوير، ونظام التعريف التلقائي لتتبع السفن البحرية.